# 27991 Koheijimiura
27991 Koheijimiura este un asteroid din centura principală de asteroizi.

## Descriere
27991 Koheijimiura este un asteroid din centura principală de asteroizi. A fost descoperit pe 6 noiembrie 1997 la Chichibu de Naoto Satō. Asteroidul prezintă o orbită caracterizată de o semiaxă mare de 2,93 ua, o excentricitate de 0,12 și o înclinație de 0,8° în raport cu ecliptica.